# Nationale 1 (hockey su pista)
Il Nationale 1 Elite è la massima categoria del campionato francese di hockey su pista. Il torneo viene organizzato dalla Federazione di pattinaggio della Francia. Istituito nel 1911 è il torneo per club di hockey su pista più antico del mondo. I vincitori di tale torneo si fregiano del titolo di campioni di Francia.
La squadra che vanta il maggior numero di campionati vinti è il Coutras con 16 (l'ultimo nel 2010-11), a seguire La Vendéenne con 13 titoli (l'ultimo nel 2016-17).

## Formula
Al campionato prendono parte generalmente 12 squadre. Il torneo si svolge secondo la formula del girone all'italiana: ogni formazione affronta tutte le altre due volte, una presso la propria pista (partita in casa), una presso la pista avversa (partita in trasferta). Vengono assegnati tre punti alla squadra che vince una partita, un punto a ciascuna squadra in caso di pareggio e zero alla squadra sconfitta.
La classifica viene stilata in base ai punti conseguiti complessivamente; in caso di parità tra due o più squadre, le posizioni in graduatoria vengono determinate prendendo in considerazione i seguenti criteri discriminanti, elencati in ordine di importanza:
1. punti conseguiti negli scontri diretti;
2. differenza reti negli scontri diretti;
3. differenza reti complessiva;
4. numero di reti segnate complessivamente.

Al termine del campionato la squadra 1ª classificata viene proclamata campione di Francia; le squadre che occupano l'11ª e la 12ª posizione retrocedono direttamente in Nationale 2.

### Qualificazioni alle coppe europee
In base ai regolamenti delle competizioni hockeistiche europee, sono qualificate di diritto all'Eurolega due squadre provenienti dal campionato francese:
- la squadra campione di Francia;
- la formazione detentrice dell'Eurolega, qualora sia una società francese;
- la squadra 2ª classificata.

Tra le società non ammesse all'Eurolega, le migliori cinque della stagione regolare sono qualificate alla Coppa WSE.

## Albo d'oro
| Edizione    | Vincitore               |
| ----------- | ----------------------- |
| 1911        | Orléans                 |
| 1912        | Tourcoing               |
| 1913        | Tourcoing               |
| 1914        | Paris                   |
| 1915 - 1918 | Edizioni non disputate  |
| 1919        | Paris                   |
| 1920        | Paris                   |
| 1921        | Paris                   |
| 1922        | Tourcoing               |
| 1923        | Tourcoing               |
| 1924        | Rink Burdigalien        |
| 1925        | Stade Bordelais         |
| 1926        | Edizione non disputata  |
| 1927        | Stade Bordelais         |
| 1928        | Tourcoing               |
| 1929        | Stade Bordelais         |
| 1930        | Stade Bordelais         |
| 1931        | Stade Bordelais         |
| 1932        | Stade Bordelais         |
| 1933        | Stade Bordelais         |
| 1934        | Stade Bordelais         |
| 1935        | Wattrelos               |
| 1936        | Gazinet-Cestas          |
| 1937        | Stade Bordelais         |
| 1938        | Lione                   |
| 1939        | Lione                   |
| 1940 - 1941 | Edizioni non disputate  |
| 1942        | Biarritz e Lione        |
| 1943        | Stade Bordelais         |
| 1944        | Bordeaux                |
| 1945        | Biarritz                |
| 1946        | Biarritz                |
| 1947        | Gazinet-Cestas          |
| 1948        | ASPTT Bordeaux          |
| 1949        | ASPTT Bordeaux          |
| 1950        | ASPTT Bordeaux          |
| 1951        | ASPTT Bordeaux          |
| 1952        | Tourcoing               |
| 1953        | Gazinet-Cestas          |
| 1954        | Loire-Nantes            |
| 1955        | Loire-Nantes            |
| 1956        | ASPTT Bordeaux          |
| 1957        | Loire-Nantes            |
| 1958        | Biarritz                |
| 1959        | Biarritz                |
| 1960        | Metallo Sport Chantenay |
| 1961        | Metallo Sport Chantenay |
| 1962        | Burdigala Bordeaux      |
| 1963        | Metallo Sport Chantenay |
| 1964        | Coutras                 |
| 1965        | Gujan-Mestras           |
| 1966        | Coutras                 |
| 1967        | Gujan-Mestras           |
| 1968        | Coutras                 |
| 1969        | Gujan-Mestras           |
| 1970        | Coutras                 |

| Edizione  | Vincitore            |
| --------- | -------------------- |
| 1971      | Coutras              |
| 1972      | Coutras              |
| 1973      | Gujan-Mestras        |
| 1974      | Coutras              |
| 1975      | Coutras              |
| 1976      | La Vendéenne         |
| 1977      | Coutras              |
| 1978      | La Vendéenne         |
| 1979      | La Vendéenne         |
| 1980      | Coutras              |
| 1981      | Gujan-Mestras        |
| 1982      | La Vendéenne         |
| 1983      | Coutras              |
| 1984      | Coutras              |
| 1985      | Coutras              |
| 1986      | Coutras              |
| 1987      | La Vendéenne         |
| 1988      | Gujan-Mestras        |
| 1989      | La Vendéenne         |
| 1989-1990 | Gujan-Mestras        |
| 1990-1991 | SCRA Saint-Omer      |
| 1991-1992 | SCRA Saint-Omer      |
| 1992-1993 | SCRA Saint-Omer      |
| 1993-1994 | SCRA Saint-Omer      |
| 1994-1995 | Nantes               |
| 1995-1996 | La Vendéenne         |
| 1996-1997 | Quévert              |
| 1997-1998 | Quévert              |
| 1998-1999 | Quévert              |
| 1999-2000 | Quévert              |
| 2000-2001 | SCRA Saint-Omer      |
| 2001-2002 | Quévert              |
| 2002-2003 | La Vendéenne         |
| 2003-2004 | La Vendéenne         |
| 2004-2005 | La Vendéenne         |
| 2005-2006 | SCRA Saint-Omer      |
| 2006-2007 | La Vendéenne         |
| 2007-2008 | Quévert              |
| 2008-2009 | SCRA Saint-Omer      |
| 2009-2010 | Coutras              |
| 2010-2011 | Coutras              |
| 2011-2012 | Quévert              |
| 2012-2013 | SCRA Saint-Omer      |
| 2013-2014 | Quévert              |
| 2014-2015 | Quévert              |
| 2015-2016 | La Vendéenne         |
| 2016-2017 | La Vendéenne         |
| 2017-2018 | Quévert              |
| 2018-2019 | Quévert              |
| 2019-2020 | SCRA Saint-Omer      |
| 2020-2021 | titolo non assegnato |
| 2021-2022 | SCRA Saint-Omer      |
| 2022-2023 | SCRA Saint-Omer      |
| 2023-2024 | SCRA Saint-Omer      |

### Riepilogo vittorie per squadra
| Squadra                 | Titoli | Edizioni                                                                                       |
| ----------------------- | ------ | ---------------------------------------------------------------------------------------------- |
| Coutras                 | 16     | 1964, 1966, 1968, 1970, 1971, 1972, 1974, 1975, 1977, 1980, 1983, 1984, 1985, 1986, 2010, 2011 |
| La Vendéenne            | 13     | 1976, 1978, 1979, 1982, 1987, 1989, 1996, 2003, 2004, 2005, 2007, 2016, 2017                   |
| SCRA Saint-Omer         | 12     | 1991, 1992, 1993, 1994, 2001, 2006, 2009, 2013, 2020, 2022, 2023, 2024                         |
| Quévert                 | 11     | 1997, 1998, 1999, 2000, 2002, 2008, 2012, 2014, 2015, 2018, 2019                               |
| Stade Bordelais         | 10     | 1925, 1927, 1929, 1930, 1931, 1932, 1933, 1934, 1937, 1943                                     |
| Gujan-Mestras           | 7      | 1965, 1967, 1969, 1973, 1981, 1988, 1990                                                       |
| Tourcoing               | 6      | 1912, 1913, 1922, 1923, 1928, 1952                                                             |
| ASPTT Bordeaux          | 5      | 1948, 1949, 1950, 1951, 1956                                                                   |
| Biarritz                | 5      | 1942, 1945, 1946, 1958, 1959                                                                   |
| Paris                   | 4      | 1914, 1919, 1920, 1921                                                                         |
| Lione                   | 3      | 1938, 1939, 1942                                                                               |
| Gazinet-Cestas          | 3      | 1936, 1947, 1953                                                                               |
| Loire-Nantes            | 3      | 1954, 1955, 1957                                                                               |
| Metallo Sport Chantenay | 3      | 1960, 1961, 1963                                                                               |
| Orléans                 | 1      | 1911                                                                                           |
| Rink Burdigalien        | 1      | 1924                                                                                           |
| Wattrelos               | 1      | 1935                                                                                           |
| Bordeaux                | 1      | 1944                                                                                           |
| Burdigala Bordeaux      | 1      | 1962                                                                                           |
| Nantes                  | 1      | 1995                                                                                           |